# ポリゴナルライフリング

左は一般的な8条のライフリングで、右が八角形ポリゴナルライフリング

ポリゴナルライフリング（英：Polygonal rifling）は、伝統的な鋭いエッジをもつ「ランド・アンド・グルーヴ」がよりなだらかな「丘と谷」で置き換えられた銃砲身のライフリングの一種で、銃砲身の銃砲腔の断面は多角形（通常は六角形ないし八角形）となっている。
より多くのエッジを有するポリゴナルライフリングは角が浅く、これによって燃焼ガスの密閉が比較的大口径の銃砲腔でより良好となる。例えば第5世代以前のグロック製ピストルでは直径11.23ミリメートル (0.442 in)の大口径.45ACP弾用銃身で八角形ライフリングが使用されているが、これは小口径用銃身で使用される六角形ライフリングよりも円に近くなるためである。

## 歴史
ポリゴナルバレルの原理は1853年にイギリスの著名な技術者で起業家のジョセフ・ホイットワースによって提示された。ホイットワースは従来の丸いライフリングが施された砲身ではなく捻れた六角形の砲身を用いた砲で実験をし、1854年にこの設計の特許を取得した。1856年、このコンセプトは青銅製の榴弾砲を使用した一連の実験で実証された。しかしながら、イギリス軍はホイットワースの多角形のデザインは取り入れなかった。その後、ホイットワースはポリゴンタルライフリングを使用すればよりエンフィールド銃に代わる高精度のライフルドマスケットを製造できると信じてこのコンセプトを小火器に適用した。
南北戦争の間、ホイットワースのポリゴナルライフリングが施されたウィットワース銃は南軍の射手（ホイットワース狙撃兵と呼ばれた）によって使用され、北軍の砲兵に恐れられた。前装式のウィットワース銃は、同時代のその他のライフルドマスケットと比べて優れた精度を有していたことからしばし「シャープシューター」と呼ばれ、狙撃銃の最初期の一例と見なされている。ホイットワース狙撃兵は、北軍の複数の高位の将校を殺害し、なかでも有名なのはスポットシルバニア・コートハウスの戦いにおいて1,000ヤード (910 m)の距離から狙撃されたジョン・セジウィック少将である。
ポリゴナルライフリングを採用した最後の制式小銃は、独自のメトフォードライフリングにちなんで名付けられたイギリスのリー・メトフォード ライフル、アメリカのM1895リー・ネイヴィー ライフル（いずれもジェイムス・パリス・リーが設計）、そして有坂大佐と南部大佐が設計した日本の有坂銃である。リー・メトフォード ライフルは、黒色火薬弾薬による銃身の汚損を軽減するために設計された滑らかで浅いメトフォードライフリングにとって、侵食性のあるコルダイトへの切り替えがあまりにも過酷であることが判明し、失敗に終わった。メトフォードライフリングの製造が中止されると、リー・メトフォードは長寿命化のために深い溝が刻まれたエンフィールド・ライフリングが施されたリー・エンフィールド ライフルに置き換えられた。 6mmリー・ネイヴィーに採用されたライフライトもコルダイトに類似した侵食性を有していたため、リー・ネイヴィーもメトフォードと同じ運命をたどった。しかしながら、有坂銃はは1897年から1945年まで大日本帝国陸軍向けに広範囲に製造され、ライフリングの過剰な浸食の問題はなかった。
第二次世界大戦中、ポリゴナルライフリングは開戦前にドイツのエンジニアが開発した冷間鍛造プロセスによってドイツのMG42汎用機関銃として再び登場した。このプロセスはMG42の高い発射速度によって銃身が急速に加熱する傾向があることから頻繁な銃身交換が必要であり、従来の製法よりも短時間で耐久性の高い銃身を大量に生産する必要に対応するものだった。ポリゴナルライフリングはMG42の後継となるラインメタルMG3機関銃でも使用することができる。
ヘッケラー&コッホはG3A3バトルライフルなどの現代的な小火器や、HK SL7などのセミオートマチックの狩猟用ライフルにポリゴナルライフリングを使い始めた最初の製造者だった。今日、この技術を採用している企業としてはタンフォリオ、ヘッケラー&コッホ、グロック（第1世代から第4世代）、マグナムリサーチ、チェスカー・ズブロヨフカ・ウヘルスキブロッド、カーアームズ、ワルサー、イスラエル・ウェポン・インダストリーズなどが挙げられる。ポリゴナルライフリングは一般的にはピストルの銃身に採用されており、小銃にはあまり用いられていないが、H&K PSG1やそのパキスタン製派生型であるPSR-90、またラルー・テクニカル社のステルス・システム狙撃銃などの非常に高精度のライフルにポリゴナルライフリングが使用されている。

## 設計

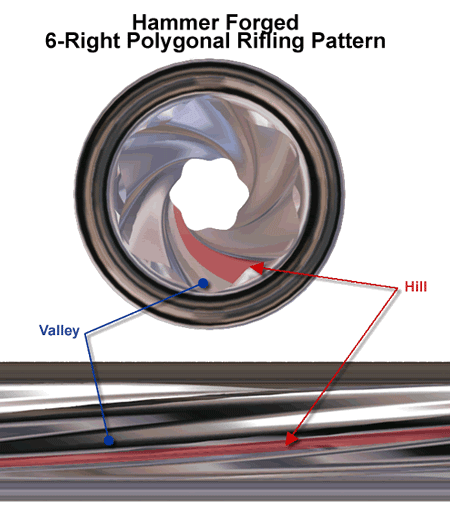
六角形ポリゴナルライフリング

ポリゴナルライフリングの支持者は以下のような利点を挙げている：
- 従来のライフリングのように溝の部分で銃身の厚みを損なうことがなく、応力集中による銃身の破損の影響も受けにくくなっている。
- 多角形の銃腔は面積がわずかに小さく、浅く滑らかなエッジを有する傾向があることから銃弾の周りに優れたガスシールを提供し、これによって銃弾の後ろに閉じ込められた燃焼ガスの効果的な密閉につながり[4]、これによって銃口初速がわずかに向上し、精度もわずかに向上する[1]。
- 銃弾の変形が少ないので、銃弾が銃身を通過する際の摩擦抵抗も減少し、銃口初速の向上につながる。銃弾表面の鋭い変形（線条痕）がないことから飛行中の抗力も減少する。
- 鋭いライフリングのエッジがないので、クリーニングが困難なファウリング（英語版）を蓄積させるコーナー部分がなく、銃身内の銅や鉛の蓄積を減少させ、この結果メンテナンス（英語版）が容易になる。また、ファウリングが減少することで理論的にはよりシンプルな「銅平衡」プロファイルとなり、命中精度が向上する可能性がある。
- ライフリングにかかる熱機械的応力がより広い範囲に分散されるため、バレル寿命が延び、経時的な摩耗が少なくなる。

しかしながら、BullseyeやIHMSAで使用される高精度競技射撃ピストルでは競技射撃ライフル同様に一般的なライフリングが使用されている。この分野で一般的なライフリングが主流なので、ほとんどの議論の対象は古典的な切削法とボタンライフリングとなっている。ポリゴナルライフリングが施された銃身は、IDPAやIPSCの競技会といったピストル実用射撃競技で使用されている。
こうした相違点は、多くのポリゴナルライフリングが、ライフリングの逆の形状を備えた芯金の周りに銃身をハンマー鍛造することによって生産されることに起因している。ハンマー鍛造機は非常に高価で、カスタムガンスミスには手の届かないものであり（あらかじめライフリングが加工された銃身素材を購入する場合を除く）、そのため一般的には大企業による量産銃身にのみ使用されている。ハンマー鍛造工程の主な利点は、銃腔が空けられた銃身ブランクを一度にライフリングし、薬室を作り、外形を成形することができる点にある。1939年にドイツでライフリングに初めて適用されて以来、ハンマー鍛造はヨーロッパで人気を保っていたが、後にはアメリカ合衆国の銃製造業者にも使用されるようになった。ハンマー鍛造工程は、銃身に大きな応力を生じさせるため、注意深い熱処理によってその応力を解消する必要があるが、これは従来の切削ライフリングまたはボタンライフリングの銃身ではあまり必要とされていない。残留応力が精度の問題を引き起こす可能性があるため、アメリカの精密射撃者はハンマー鍛造の銃身を避ける傾向があり、そのために利用可能なライフリングの種類が制限されている。実用的な観点から言えば、ハンマー鍛造の残留応力による精度の問題は、護身用または制式拳銃一般的な狩猟用ライフルではほとんど問題とならない。

## 派生型

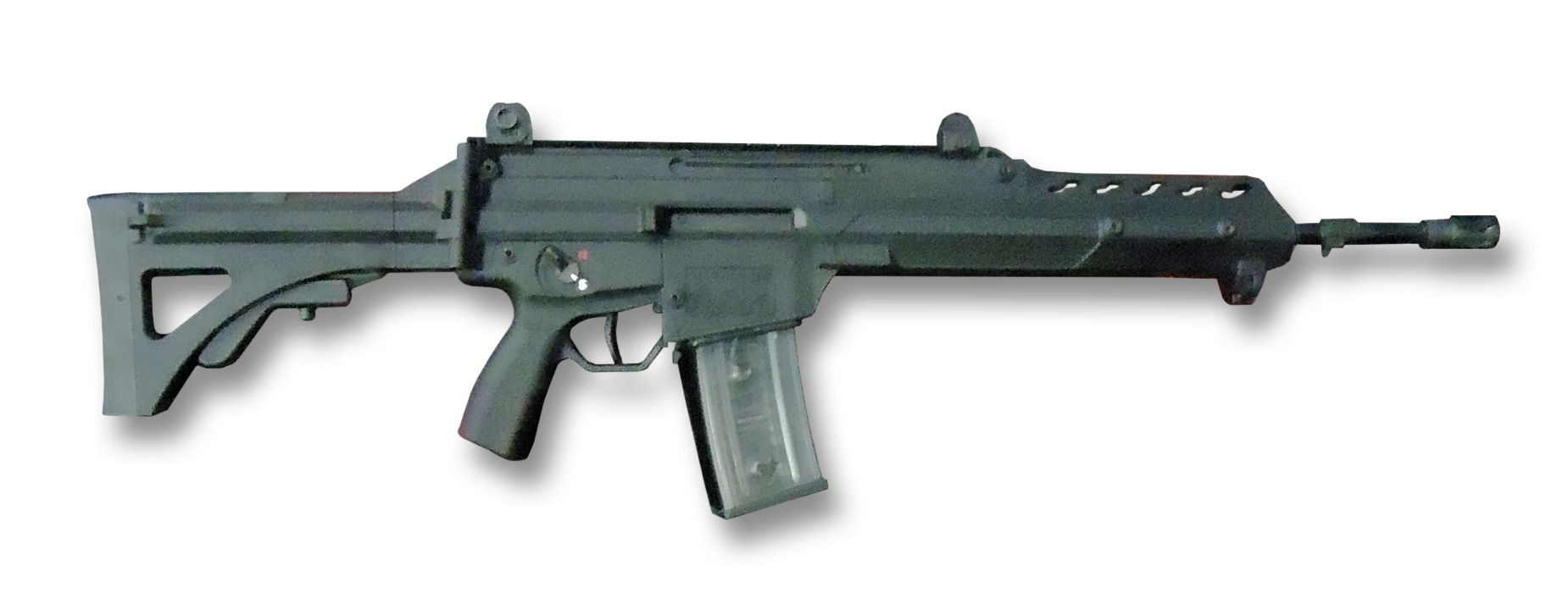
FX-05 シウコアトルはポリゴナルライフリングを採用したアサルトライフルの一例である。

異なるメーカーがさまざまなポリゴナルライフリングのプロファイルを採用している。H&K、CZ、およびグロックは、雌型のポリゴナルライフリングを使用している。このタイプは、ローター・ワルサーによって設計・使用された雄型のポリゴナルライフリングよりもボア面積が小さくなっている。他の会社、例えばノベスケ・ライフルワークス（Pac Nor）やLWRCは、両側が傾斜しているが、上部が平らで角がはっきりしているという点で、従来のライフリングに似たライフリングを使用している。このタイプのライフリングは、ポリゴナルライフリングというよりも、むしろ傾斜したランドタイプのライフリングである。

## 鑑識検査
ポリゴナルライフリングは、鑑識課の銃器検査官がランドおよびグルーブの印象の幅を顕微鏡で測定すること（いわゆる「弾道指紋法」）を困難にするが、これはポリゴナルライフリングが明確な長方形のエッジではなく、丸みを帯びたプロファイルを持っているため、目立つ表面変形がほとんど生じないためである。FBIのGRCファイル（General Rifling Characterisitic File）では、これらの銃器のランドとグルーブの幅は0.000と記載されている。しかし、法医学的な銃器の識別（法廷事件など）では、製造プロセスによって生じ、その後弾丸のジャケットが同じ表面を引きずることで変化するボアの表面にある工具の痕跡を顕微鏡で調べることに基づいている。したがって、個々の銃器のボア表面は常に独自のものである。